# Stopperóra

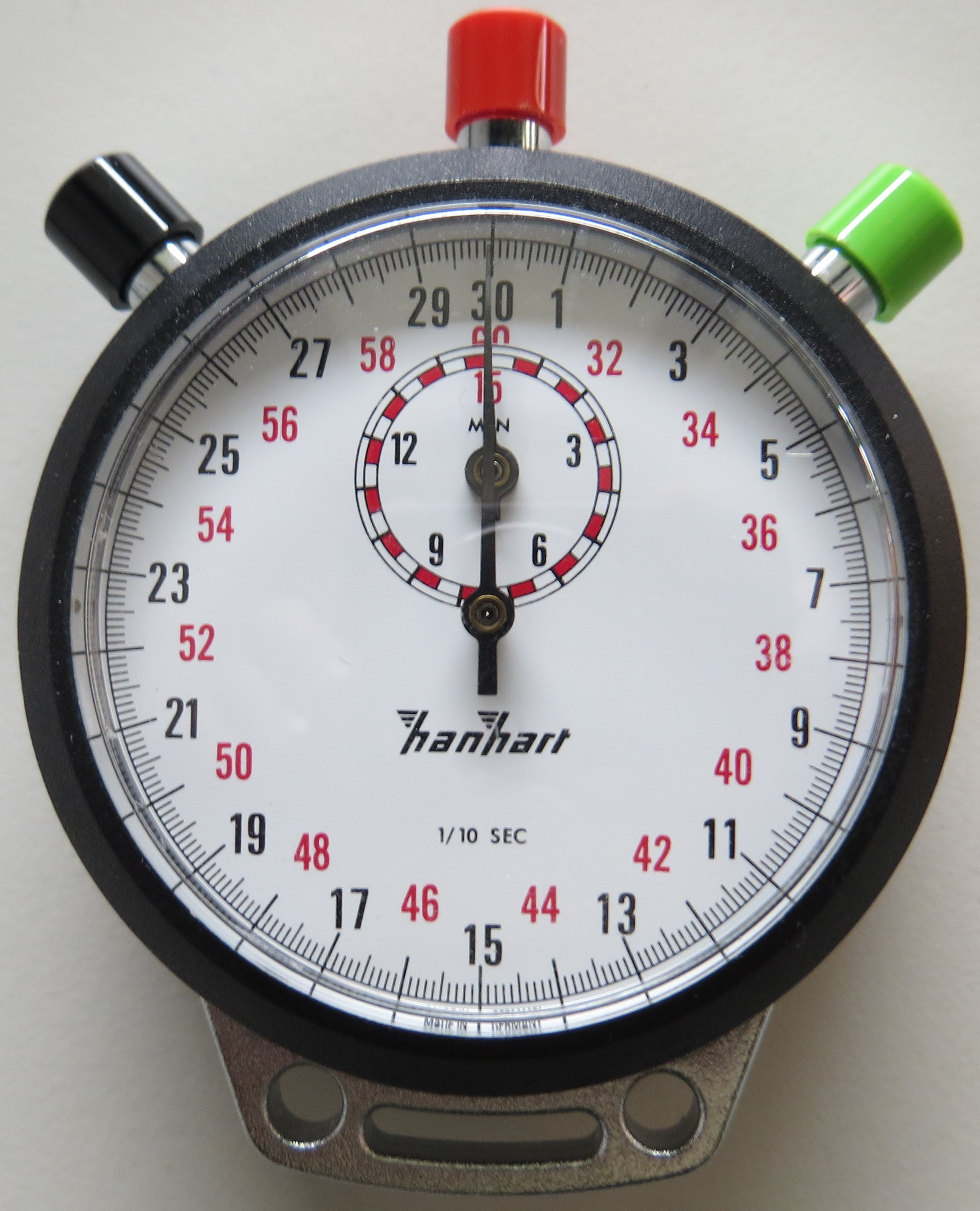
Mechanikus stopperóra

A stopperóra egy olyan időmérő eszköz, amely az aktiválása és a deaktiválása között eltelt időt méri.

## Stopperóra és digitális időmérés
A stopperóra a sportesemények és edzések egyik legfontosabb eszköze, amely lehetővé teszi az eltelt idő pontos mérését. A hagyományos, kézi működtetésű óráknál a mérés indítása és leállítása gombnyomással történik, míg a modern, teljesen automatikus rendszerek érzékelők segítségével indítják és állítják meg az időmérést.
A stopperórák általában két gombbal működnek: az egyik a mérés indítására és leállítására szolgál, a másik pedig a nullázásra és a részidők (split) vagy köridők (lap) rögzítésére.
A mechanikus stopperórák rugós szerkezettel működnek, amelyet fel kell húzni, míg a digitális változatok kvarc alapúak, ezért sokkal pontosabbak. A digitális modellek gyakran tartalmaznak extra funkciókat, például dátum- és pontos idő kijelzést, illetve külső érzékelők csatlakoztatását, amelyek automatikusan indítják az időmérést.
Az első digitális sportidőmérő a Digitimer volt (1962), amelyet a Cox Electronic Systems, Inc. fejlesztett ki az Egyesült Államokban. Ez az eszköz 1/1000 másodperces pontosságot biztosított, és először síversenyeken használták, majd később a Nemzetközi Egyetemi Játékokon, az amerikai NCAA-ban és olimpiai válogatókon is bevezették.

## Online stopperóra
Az online stopper egy sokoldalú és egyszerűen használható időmérő eszköz, amely pontos mérést, körrekordokat és előzményrögzítést támogat, és különféle napi helyzetekhez alkalmazható. Legyen szó sportról, munkáról vagy pihenésről, könnyedén rögzítheti minden időszakot, segítve a hatékony időgazdálkodást. Az egyszerű gombhasználattal bármikor indíthatja, szüneteltetheti vagy alaphelyzetbe állíthatja a mérést, hogy gyorsan és kényelmesen rögzítse minden másodpercet.

## A stopperóra típusai
- Digitális stopper óra
- A kronográf egyesíti a stopperóra és a standard óra funkcióit.
- Mechanikus kronográf Omega Speedmaster, amelynek két gombja van (Start/Stop and Reset) a koronán kívül
- Krónográf kvarcmozgással és akkumulátorral. A kis vörös kéz másodpercenként egy forradalmat eredményez, lehetővé téve a viszonylag nagy pontosságot az időmegállapodáshoz.
- Stopper funkció egy Casio digitális karóra.
- ADigitális stopper alkalmazás Android eszközön.